# Windows Server 2025
Windows Server 2025 — це остання серверна операційна система від Microsoft, що є найновішою операційною системою сімейства Windows Server. Вона була випущена 1 листопада 2024 року. 
Microsoft оголосила, що функція команди sudo буде доступна для Windows Server 2025; однак з випуском збірки Windows 11 26052 пізніше було підтверджено, що функція буде доступна ексклюзивно для Windows 11. Тим не менш, деякі користувачі виявили сліди команд sudo під час попереднього перегляду. Корпорація Майкрософт заявила, що ії було додано випадково та буде вимкнено в наступних випусках. 
Це також перша операційна система Windows Server, яка підтримує архітектуру ARM64.

## Мінімальні вимоги
| Апаратне забезпечення      | Мінімальні вимоги |
| -------------------------- | --- |
| Процесор                   | Процесор x86-64-v2 або процесор ARMv8.1 ARM64 |
| Оперативна пам’ять         | 512 МБ для Server Core або 2 ГБ для Server з Desktop Experience |
| Місце на диску             | Не менше 32 ГБ вільного місця |
| Роздільна здатність екрану | Роздільна здатність 1024 x 768 пікселів (потрібна лише для певних функцій) |
| Мережа                     | Бездротовий адаптер, що підтримує 802.11, або - Адаптер Ethernet з пропускною здатністю не менше 1 Гбіт/с або - Мережева карта з мінімальною пропускною здатністю 1 Гбіт                      |
| Прошивка                   | Система на базі UEFI 2.3.1c та прошивка, що підтримує безпечне завантаження (потрібна лише для певних функцій), Для версій ARM64 Windows Server 2025 потрібна прошивка UEFI з протоколом ACPI |
| Безпека                    | Trusted Platform Module 2.0 (потрібен лише для певних функцій) |